# Two Point Hospital
Two Point Hospital – komputerowa gra ekonomiczna z 2018 roku stworzona przez Two Point Studios i wydana przez Segę na platformy Linux, macOS i Windows. Wersje konsolowe na PlayStation 4, Xbox One i Nintendo Switch zostały wydane w lutym 2020. Gra jest uważana za duchowego następcę gry Theme Hospital z 1997 roku.
Zadaniem gracza jest budowa i prowadzenie sieci szpitali w fikcyjnym Two Point County oraz leczenie pacjentów z fikcyjnymi, komicznymi dolegliwościami. Gra została zaprojektowana i opracowana przez niektórych twórców Theme Hospital, w tym Marka Webleya i Gary’ego Carra. Do stworzenia tytułu wykorzystany został silnik graficzny Unity.
W ciągu kilku tygodni od premiery Two Point Hospital był drugą najczęściej pobieraną grą w Europie, na Bliskim Wschodzie, w Afryce i Australii. Gra otrzymała cztery główne aktualizacje jako zawartość do pobrania dodające nowe regiony i choroby do wyleczenia.